# TWILIGHT AVENUE (小比類巻かほるの曲)
「TWILIGHT AVENUE」（トワイライト・アヴェニュー）は、1990年5月10日にリリースされた小比類巻かほるの14枚目のシングルである。

## 解説
- 1990年4月から6月まで、テレビ朝日系『どーする?!TVタックル』のエンディングテーマに採用された。
- ジャケットにはニューヨークの夕景の写真が使われ、中央に崩壊前のワールドトレードセンターが写っている。

## 収録曲
1. TWILIGHT AVENUE
  - 作詞:小比類巻かほる、作曲:大内義昭、編曲:駒形弘行
2. ラスト・マジック
  - 作詞・作曲:小比類巻かほる、編曲:駒形弘行